# CANoe
CANoe는 Vector Informatik GmbH 에서 제공하는 개발 및 테스트 소프트웨어 도구이다. 이 소프트웨어는 주로 자동차 제조업체(OEM)와 전자 제어 장치(ECU) 공급업체들이 ECU 네트워크와 개별 ECU의 개발, 분석, 시뮬레이션, 테스트, 진단 및 구동할 때 사용된다. CANoe는 지원하는 차량의 버스 시스템 수가 많아, 일반 차량뿐만 아니라 하이브리드 차량과 전기 차량의 ECU 개발에 특히 적합하다. CANoe의 시뮬레이션 및 테스트 기능은 CAPL이라는 프로그래밍 언어로 수행된다.
CANoe는 CAN, LIN, FlexRay, 이더넷 및 MOST 버스 시스템뿐만 아니라 J1939, CANopen, ARINC 825, ISOBUS 등과 같은 CAN기반 프로토콜을 지원한다.

## 설명
1996년에 Vector에서 처음으로 CANoe 라이센스가 판매되었다. 그 이후로 이 소프트웨어는 전 세계적으로 ECU 개발 도구로 자리 잡게 되었다. 자동차 내 전자 네트워크의 주요 사용 외에도, CANoe는 대형 트럭, 철도 운송, 특수 목적 차량, 항공 전자 장비, 의료 기술 등 다양한 산업에서도 사용된다.
자동차 산업의 IP 아키텍처를 기반으로 한 신기술 은 CANoe에서 지원된다. CANoe는 단일 차량에서의 통신 범위를 넘어 V2X를 통한 협력 시스템 개발에 사용된다.
CANoe는 ECU개발 과정의 초기 단계에서 ECU의 동작을 시뮬레이션하는 시뮬레이션 모델을 생성하는 데 사용된다. ECU 개발이 진행되는 동안 이러한 모델들은 버스 시스템과 ECU의 분석, 테스트 및 통합을 위한 기반으로 활용된다. 데이터는 원시 형식 또는 상징적 형식으로 표시되고 평가된다. 1992년에 Vector는 DBC 데이터 형식을 개발했는데, 이는 자동차 분야에서 CAN 설명을 교환하는 데 facto 표준이 되었다. 다른 버스 시스템에 대해서도 관련 표준이 지원되며, 예를 들어 FlexRay에는 FIBEX, LIN에는 LDF, SOME/IP에는 Fibex, CANopen용 EDS/DCF/XDD 등 다른 버스 시스템에 대해 지원된다.
CANoe는 차량 내 전체 통신을 시뮬레이션할 수 있을 뿐만 아니라, 자동화된 테스트 시퀀스를 생성하기 위한 테스트 기능 세트도 포함하고 있다. 이 자동화된 테스트 시퀀스는 Jenkins와 같은 일반적인 CI 도구를 통해 완전 자동으로 제어될 수 있다. CANoe에 포함된 테스트 기능 세트는 오랜 역사를 가지고 있으며, 따라서 여러 변형으로 제공된다. 테스트 케이스의 생성은 CAPL(Communication Access Programming Language - C와 유사한 프로그래밍 언어), XML 또는 C#을 사용하여 만들 수 있다. 테스트는 수동으로 프로그래밍하거나 다양한 생성기에 의해 자동으로 생성될 수 있다.
CANoe의 이더넷 옵션에는 이더넷 적합성 테스트(TC8 테스트 스위트)가 포함되어 있고, CANoe의 LIN 옵션에는 LIN 적합성 슬레이브 테스트가 포함되어 있다.

## 버전
버전 1.0은 1996년에 출시되었다 CANoe의 최신 버전은 18이다. 프로그램 레벨 에 따라 CANoe의 다양한 버전이 사용될 수 있다. 기능 범위(pro, run, pex), 지원되는 버스 시스템(CAN, FlexRay 등) 및 상위 프로토콜(SAE J1939, CANopen 등)이 다르다. 이 제품은 독일어, 영어, 일본어를 지원한다.

## 추가정보
- CANalyzer
- CANape

## 참고자료
1. ↑  “CANoe Desktop Edition 18 SP3 Release Notes”. 《Vector》. 2024년 11월 4일에 확인함.
2. 1 2  CANoe on the website of Vector Informatik GmbH, downloaded December 21st, 2021
3. ↑  CANoe.J1939 보관됨 2016-05-29 - 웨이백 머신, downloaded November 3rd, 2011
4. 1 2  CANopen solutions, downloaded November 3rd, 2011
5. ↑  Overview CAN-based avionics protocols on www.avionics-networking.com, downloaded September 30th, 2010
6. ↑  Development, Simulation and test of ISOBUS systems 보관됨 2018-08-20 - 웨이백 머신, downloaded November 3rd, 2011
7. ↑  Neff, Dr.Matheus, Königseder (BMW), Singer (Freescale), Wagner (Broadcom): Ethernet & IP as Automotive Bus System in the Scenario of Camera-based Advanced Driver Assistance Systems in VDI-Reports 2132, 15.International Congress Electronic Systems for Motor Vehicles, Baden-Baden 2011, ISBN 978-3-18-092132-7.
8. ↑  CANoe.IP 보관됨 2012-04-06 - 웨이백 머신: Development, Simulation and Test of Embedded Systems with CAN and Ethernet, downloaded November 3rd, 2011
9. ↑  ETSI plugtest in Helmond 보관됨 2019-03-27 - 웨이백 머신, downloaded November 3rd, 2011
10. ↑  Car2x Development 보관됨 2016-09-23 - 웨이백 머신, downloaded November 3rd, 2011
11. ↑  Company History Vector 보관됨 2010-12-11 - 웨이백 머신, downloaded September 30th, 2010